# Laugharne
Laugharne (wal. Talacharn lub Lacharn) – miasto w Wielkiej Brytanii, w Walii, w hrabstwie Carmarthenshire, przy ujściu Tafu do zatoki Carmarthen.

## Historia
Miejscowość założono prawdopodobnie wkrótce po wybudowaniu zamku, czyli w okolicach 1116 roku. Pierwsza wzmianka o mieście pochodzi z 1290 lub 1307 roku.
W latach 1949–1953 w Laugharne mieszkał walijski poeta i pisarz, Dylan Thomas.

## Zabytki
- Zamek Laugharne, wzmiankowany w 1116, przebudowany w XII wieku[4],
- kościół św. Marcina z XV wieku, przebudowany w XIX wieku[5],
- ratusz z 1747[6].
- Dylan Thomas Boathouse – budynek (hangar), w którym miał mieszkać Dylan Thomas[7].

## Galeria

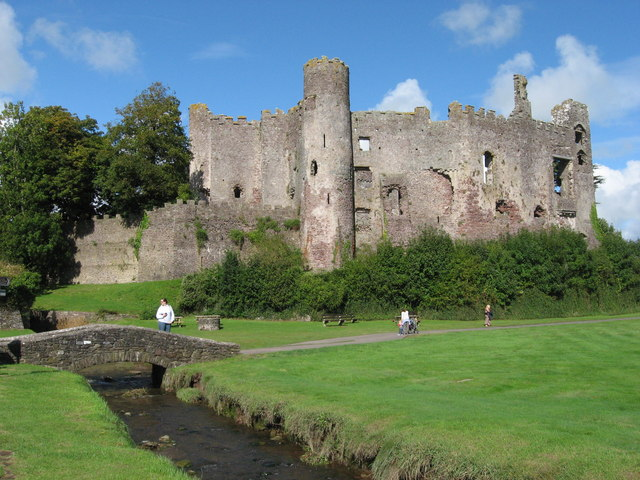
Zamek Laugharne
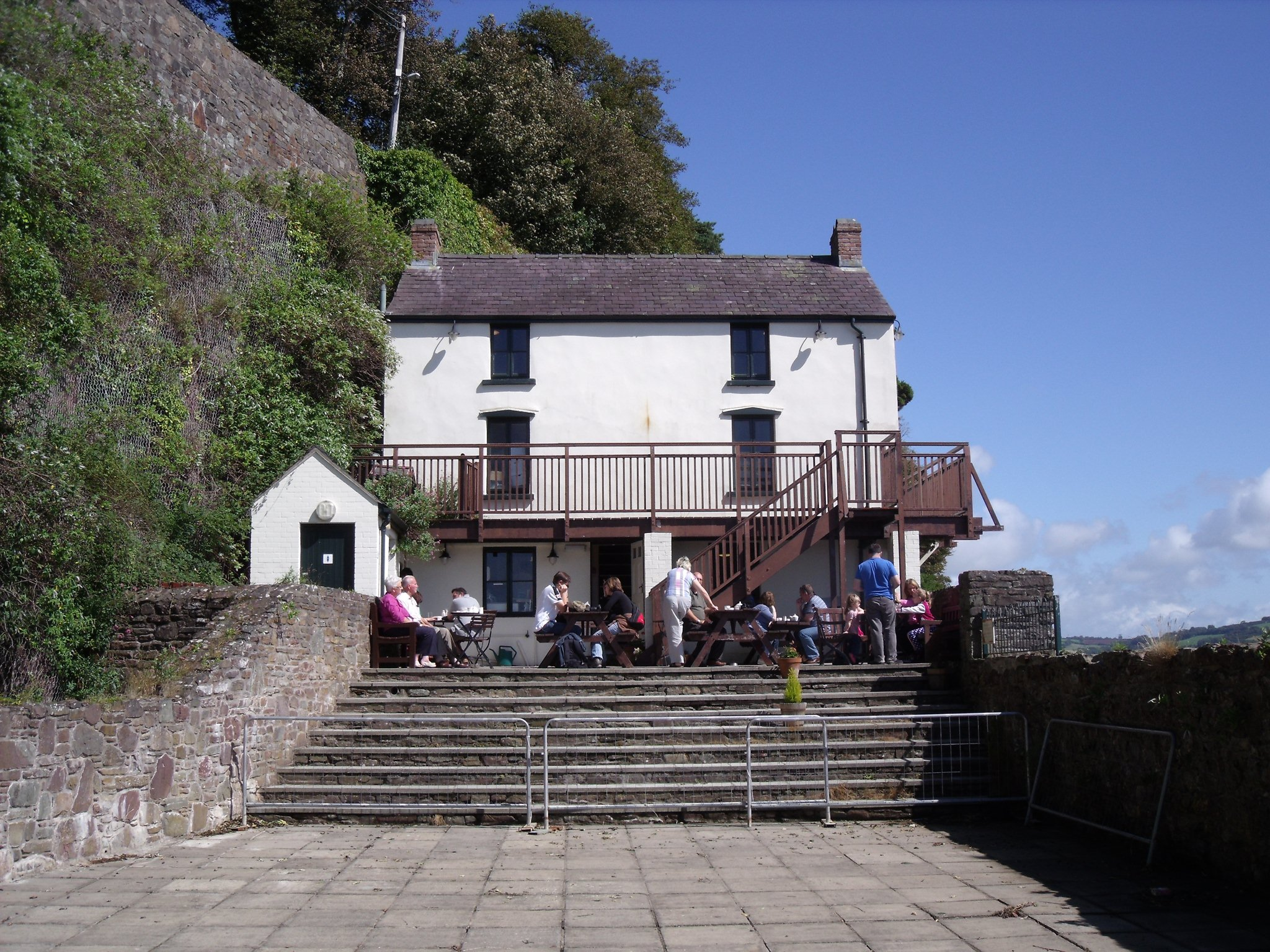
Dylan Thomas Boathouse
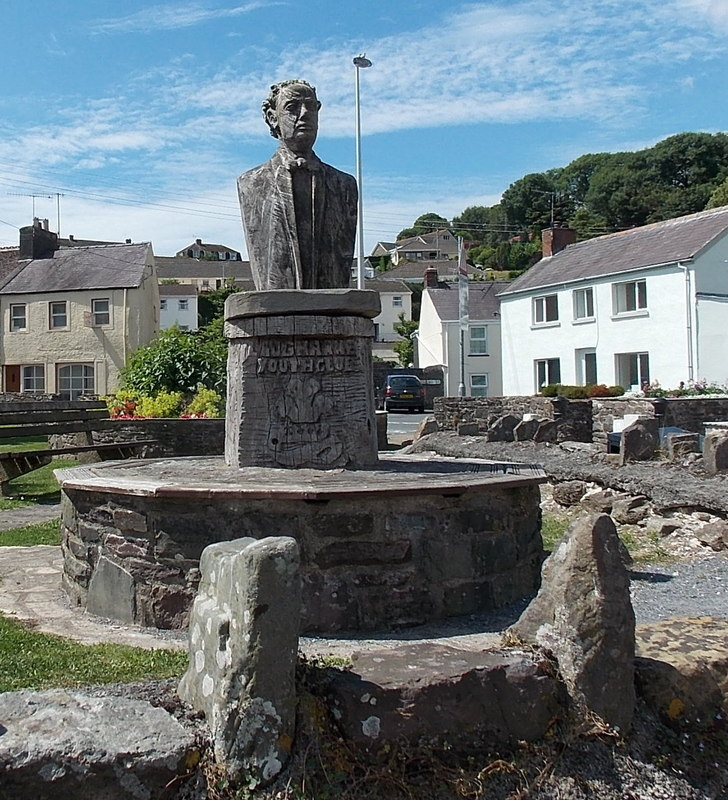
Pomnik Thomasa
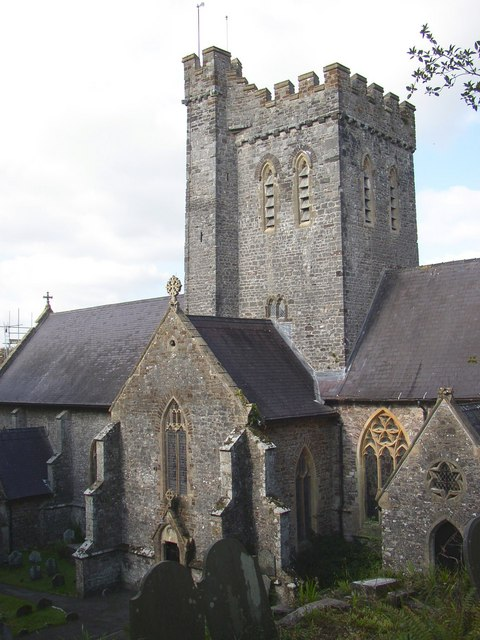
Kościół św. Marcina
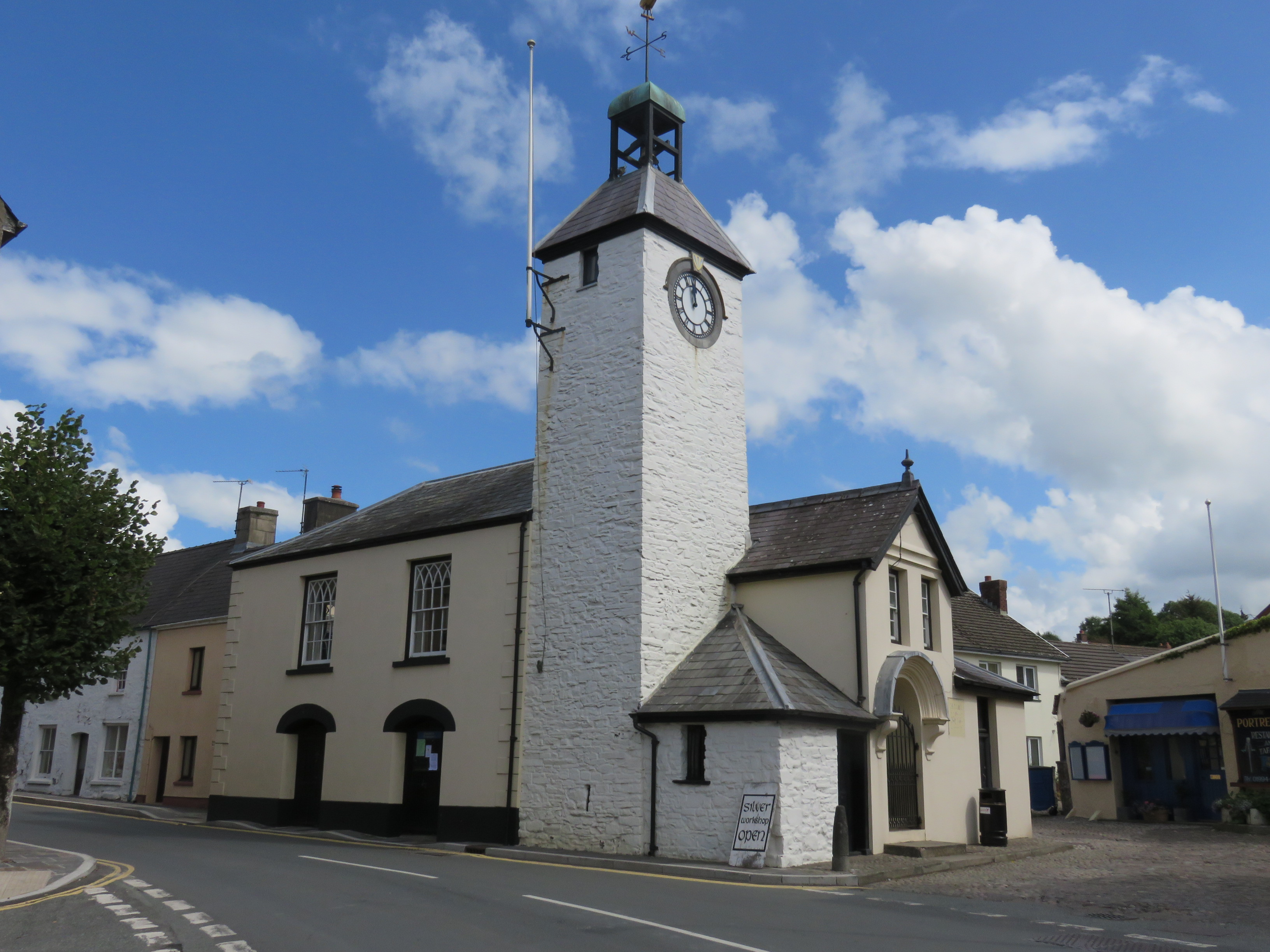
Ratusz